# 魚雷艇11号
魚雷艇11号（ローマ字：PT No.11, PT-811）は、海上自衛隊の魚雷艇。11号型魚雷艇の1番艇。

## 艦歴
「魚雷艇11号」は、昭和44年度100t型魚雷艇6011号艇として、三菱重工業下関造船所で1970年3月17日に起工され、1970年10月5日に進水、1971年3月27日に就役し、大湊地方隊第1魚雷艇隊に編入された。
1971年7月15日、余市防備隊が新編され、第1魚雷艇隊が同隊隷下に編成替え。
1990年11月28日、除籍。